# Holocneminus multiguttatus
Holocneminus multiguttatus is een spinnensoort uit de familie trilspinnen (Pholcidae). De soort komt voor ban Sri Lanka tot Maleisië en Sulawesi.